# Leptodermis potaninii
Leptodermis potaninii är en måreväxtart som beskrevs av Aleksandr Batalin.
Leptodermis potaninii ingår i släktet Leptodermis och familjen måreväxter.

## Underarter
Arten delas in i följande underarter:
- Leptodermis potaninii glauca
- Leptodermis potaninii potaninii
- Leptodermis potaninii tomentosa